# Nymféa (Rhodope)
Nymféa, en grec moderne : Νυμφαία, est un village du dème de Komotiní dans le district régional de Rhodope en Macédoine-Orientale-et-Thrace en Grèce.
Depuis le programme Kallikratis de 2010, Nymféa fait partie de la communauté municipale de Pándrosos.
Selon le recensement de 2011, la population du village s'élève à 37 habitants.